# Eustephia
Eustephia es un género con 6 especies de plantas bulbosas perteneciente a la familia Amaryllidaceae.
Es originario de Perú.

## Taxonomía
El género fue descrito por  Antonio José de Cavanilles y publicado en Icon. 3: 20. 1795.

## Especies aceptadas
A continuación se brinda un listado de las especies del género Eustephia aceptadas hasta agosto de 2011, ordenadas alfabéticamente. Para cada una se indica el nombre binomial seguido del autor, abreviado según las convenciones y usos.
- Eustephia armifera J.F.Macbr.
- Eustephia coccinea Cav.
- Eustephia darwinii Vargas
- Eustephia hugoei Vargas
- Eustephia kawidei Vargas
- Eustephia longibracteata Vargas